# John Ribat
Sir John Ribat (Volavolo, 9. veljače 1957.) papuanski je prelat Katoličke Crkve i kardinal od 2016. godine. Od 2008. je nadbiskup Port Moresbyja.
Papa Franjo je 9. listopada 2016. najavio da planira imenovati Ribata u rang kardinala na konzistoriju zakazanom za 19. studenog 2016. godine.